# Кіаран Макдональд
Кіаран Макдональд (англ. Kiaran MacDonald; 30 квітня 1997) — британський боксер, призер чемпіонату Європи серед аматорів.

## Аматорська кар'єра
На чемпіонаті світу 2021 програв у першому бою Юберхену Мартінесу (Колумбія).
На чемпіонаті Європи 2022 став срібним призером.
- В 1/8 фіналу переміг Леннона Малігана (Шотландія) — 4-1
- У чвертьфіналі переміг Шона Імон Марі (Ірландія) — 4-1
- У півфіналі переміг Федеріко Серра (Італія) — 3-2
- У фіналі програв Мартіну Моліна (Іспанія) — 0-5

Того ж року, здобувши три перемоги і програвши у фіналі Аміту Пангалу (Індія), став срібним призером Ігор Співдружності.
На Європейських іграх 2023 став бронзовим призером.
- В 1/8 фіналу переміг Салах Ібрагіма (Німеччина) — 5-0
- У чвертьфіналі переміг Омера Аметовича (Сербія) — 5-0
- У півфіналі програв Білалу Беннама (Франція) — 0-5